# 耦合置换

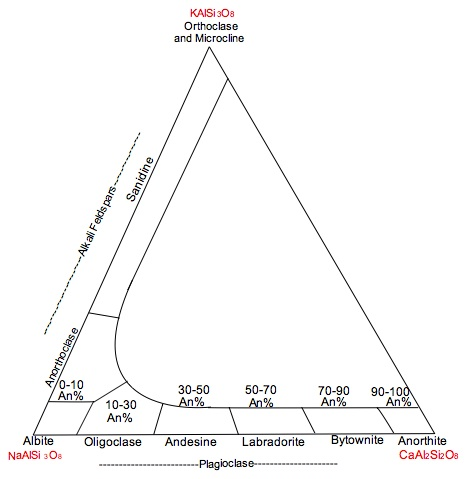
正长石和微斜长石（KAlSi_{3}O_{8}）—钠长石（NaAlSi_{3}O_{8}）—钙长石（CaAl_{2}Si_{2}O_{8}）的三元相图。从钠长石到钙长石的转变过程中，发生了 Al^{3+}置换Si^{4+}，Ca^{2+}置换Na^{+}。

耦合置换又称耦合替换，是两种元素同时进入矿物晶体以保持整体电中性和电荷恒定的地质过程。在金属离子进入晶体中形成系列固溶体过程中，离子半径远比离子电荷重要，因为电荷可以从晶体结构的其他地方得到补偿。

## 离子大小
矿物要形成稳定的晶体结构，组成原子在电荷和大小上必须相互贴合，以便电子层之间进行相互作用，并形成电中性分子。基于此原因，原子的大小和电子层结构决定了元素组合的可能以及矿物所呈现的几何形状。由于形成矿物分子时，电子被给出或接收，元素离子半径控制着尺寸并决定了原子在矿物中的结合方式。

## 示例
- 硅酸盐矿物

耦合置换在硅酸盐矿物中很常见，通常是Al3+
取代四面体配位的Si4+
。
例如在斜长石（NaAlSi3O8-CaAl2Si2O8）固溶体体系中，钠长石（NaAlSi3O8）组分变成钙长石（CaAl2Si2O8）过程中Al3+会取代Si4+，然而这种不等价取代会产生额外的负电荷，因此会伴随（即“耦合”）一个Ca2+取代Na+的过程来抵消这个额外的电荷。而且可以实现完全替换。
- 黄铁矿型矿物

虽然黄铁矿俗称愚人金，但偶尔也会伴生有少量黄金。在一些黄铁矿型矿物中，金与砷会进行耦合置换一同进入矿物晶体中。在卡林型金矿型矿床中，含砷黄铁矿中黄金的比重可高达0.37%。
- 刚玉

在刚玉中，可能会发生Fe2++Ti4+→2Al3+的耦合置换过程。
- 赤铁矿

在赤铁矿中，会发生NiO和TiO
2的耦合置换， Ni2+与Ti4+耦合置换α-Fe2O3中的Fe3+的过程中会产生Fe2+：
{\displaystyle NiO+2TiO_{2}+Fe_{Fe}^{\times }\rightarrow Ni_{Fe}^{\prime }+2Ti_{Fe}^{\bullet }+Fe_{Fe}^{\prime }+5O_{O}^{\times }}
{\displaystyle Fe_{Fe}^{\times }}，{\displaystyle O_{O}^{\times }}为晶格Fe3+和晶格O2-，{\displaystyle Ni_{Fe}^{\prime }}，{\displaystyle Ti_{Fe}^{\bullet }}为取代Fe3+位置的Ni2+和Ti4+，{\displaystyle Fe_{Fe}^{\prime }}即取代Fe3+位置的Fe2+（详见晶体缺陷的表示方法：克罗格-明克记号）。
- 透辉石—翡翠转变

在透辉石（MgCaSi2O6）转变成翡翠（NaAlSi2O6或Na(Al,Fe3+
)Si
2O
6）过程中，会发生Ca2++Mg2+ → Na++Al3+的耦合置换，但置换程度有限。
- 尖晶石族矿物

在尖晶石族矿物中，存在Mg2+
+2Al3+
 → 2Fe2+
+Ti4+
的耦合置换，这种置换程度范围可以很大。
- 透闪石—浅闪石转变

发生耦合置换时，电荷补偿的位置不一定是发生取代的位置，也可能是填充晶格间隙位置。例如在角闪石族矿物透闪石(Ca2(Mg5.0-4.5Fe2+0.0-0.5)Si8O22(OH)2)中，Al3+取代Si4+后，Na+会进入晶格间隙来维持电中性，形成角闪石族矿物浅闪石（NaCa
2Mg
5(Si
7Al)O
22(OH)
2）
- 锂铍脆云母

矿物锂铍脆云母（CaLiAl2(AlBeSi2)O10(OH)2）结构和一般云母结构类似，由四面体层和八面体层构成，并通过层间Ca2+隔开。不过存在多面体结构单元层间的耦合置换，Be2+取代四面体配位的Al3+时会伴随一个Li+进入间隙层而不是进行八面体配位，并随之形成 含有Si2BeAl的四面体层。这种置换方式保持了电中性，同时构成了页硅酸盐矿物珍珠云母族中三八面体层状结构端元。
- 铁铝直闪石

铁铝直闪石（☐Fe2+2(Fe2+3Al2)(Si6Al2)O22(OH)2）在结构上和角闪石族的直闪石和铝直闪石有关，其通过(Al,Fe3+) 取代 (Mg,Fe2+,Mn)和Al3+取代Si4+形成:12–78。